# Polomka (stacja kolejowa)
Polomka – stacja kolejowa znajdująca się we wsi Polomka w kraju bańskobystrzyckim na linii kolejowej 172 Banská Bystrica – Červená Skala na Słowacji.